# 팬더웨일컴퍼니
팬더웨일컴퍼니(영어: Pandawhale Company)는 2008년 12월 22일에 김재준이 창립한 기획사 및 음반사이다.

## 현재 소속 음악가
- 슈야
- 플링

## 과거 소속 음악가
- 러브엑스테레오
- 더 모노톤즈
- 안예은